# Liste der Baudenkmäler in Hassels
Die Liste der Baudenkmäler in Hassels enthält die denkmalgeschützten Bauwerke auf dem Gebiet von Düsseldorf-Hassels, Stadtbezirk 9, in Nordrhein-Westfalen. Diese Baudenkmäler sind in der Denkmalliste der Stadt Düsseldorf eingetragen; Grundlage für die Aufnahme ist das Denkmalschutzgesetz Nordrhein-Westfalen (DSchG NRW).

## Baudenkmäler
| Bild           | Bezeichnung  | Lage                           | Beschreibung                  | Bauzeit   | Eingetragen seit | Denkmal- nummer |
| -------------- | ------------ | ------------------------------ | ----------------------------- | --------- | ---------------- | --------------- |
|                |              | Am Denkmal 1 Karte             | Zweigeschossiges Fachwerkhaus | 1804      | 16. Oktober 1985 | A 940           |
|                |              | Am Schönenkamp 126, 126a Karte |                               | 1905      | 22. Februar 1985 | A 857           |
| weitere Bilder | St. Antonius | Am Schönenkamp 143 Karte       |                               | 1926–1927 | 19. Februar 1985 | A 852           |